# Shotgunz in Hell
Shotgunz In Hell — совместный альбом американской хардкор-рэп-группы Onyx и нидерландской дабстеп-группы Dope D.O.D., выпущенный 29 мая 2017 года лейблом Onyx & Dope D.O.D. Records. Физические копии альбома стали доступны 15 июля 2017 года. Альбом был спродюсирован голландскими продюсерами — Tjibz, Nightwatch, Peter Songolo, Ezra, Bananaz, Chubeats, и испанским продюсером Cookin' Soul. На альбоме приняли участие SickFlo, Snak The Ripper, бывший участник группы Dope D.O.D., Dopey Rotten, и DJ Nelson.

## Предыстория
Группа Onyx впервые встретилась с группой Dope D.O.D. на фестивале Urbano Festival во Франции 29 июня 2012 года, где выступали обе группы. После выступления участник группы Dope D.O.D., Skits Vicious, познакомился с участником группы Onyx, Fredro Starr, и они обменялись телефонными номерами. Фредро Старр вспоминает тот день, когда впервые услышал группу Dope D.O.D.:
«… Я был в туре в рамках шоу Onyx. Я был один, потому что Стики снимался в фильме… Но там на фестивале были эти дети, которые выступали передо мной. Я был в своей гримёрке, я никогда не слышал о них раньше. Их музыка была сумасшедшей, они все были как дикие. Поэтому я оставил свою гримёрку, чтобы увидеть, как они выступают, чего я обычно не делаю… После того, как они ушли с сцены, все они говорили 'Йоу, Фредро. Ты — легенда', мы с ними закурили, и наладили связь. Они просто напомнили мне о молодую группу Onyx.»

В том же году обе группы записали совместный трек «Panic Room» для второго альбома Dope D.O.D. Da Roach, который был выпущен 19 апреля 2013 года. Второй совместный трек обеих групп, «WakeDaFucUp», стал заглавной песней для следующего альбома Onyx, #WakeDaFucUp, выпущенного 18 марта 2014 года. Затем обе группы решили выпустить EP, который в итоге превратился в альбом. Skits Vicious делится воспоминаниями:
«… Мы на самом деле думали об этом, прежде чем поговорили с Фредро, и Фредро связался со мной и сказал: 'Давайте cделаем EP вместе'. Это была его инициатива.»

## Концепция названия альбома
Shotgun — это вдох в курительную трубку или другое курительное устройство, а затем короткий выдох в чужой рот. Этот термин был придуман американскими солдатами во Вьетнаме, которые клали марихуану в патронник незаряженного дробовика и через дуло выдували её в рот другому солдату. Пример этого курения можно увидеть в фильме Оливера Стоуна Взвод о войне во Вьетнаме (1957—1975). Согласно фильму словом Hell (с англ. — «Ад») американские солдаты называли Вьетнам. Дословно Shotgunz In Hell можно растолковать как Shotgunz In Vietnam и перевести как Дробовики Во Вьетнаме. Впервые фразу Shotguns In Hell использовал рэпер Nas в своей песне «It Ain’t Hard To Tell» (1994). Тем не менее именно Фредро придумал название альбома.
«… Скажу вам правду, я придумал это название… Я помню строчку Nas’а 'shotguns in hell', он говорил о перспективе курения травки, когда вы даёте кому-то дробовик. Это просто застряло у меня в голове. Я подумал: 'Давайте так назовём наш альбом'. Мы пытались придумать другие названия после этого, но 'Shotgunz in Hell' было слишком классное название.»

## Синглы
Первый сингл, «XXX», спродюсированный Tjibz, был выпущен 9 января 2017 года. Второй сингл, «Piro», записанный при участии бывшего участника группы Dope D.O.D., Dopey Rotten, был выпущен 9 мая 2017 года.

## Видеоклипы
Onyx и Dope D.O.D. выпустили 3 музыкальных видеоклипа на песни из этого альбома: «XXX», «Piro», «Don’t Sleep». Премьера видео «XXX» состоялась на сайте Noisey. В видеоролике показаны участники Dope D.O.D., Skit Vicious и Jay Reaper, вместе с участниками Onyx, Sticky Fingaz и Fredro Starr, исполняющие свои куплеты на улицах Лос-Анджелеса. Видео было снято Андресом Фушем 12 марта 2016 года.
Второе видео, «Piro», было сделано в виде анимации голландским графическим дизайнером Мартином Босграафом.
Третье видео, «Don’t Sleep», было выпущено в день выхода альбома.

## Список композиций
| #   | Название                             | Участвующие гости | Продюсеры     | Скрэтчи   | Длительность |
| --- | ------------------------------------ | ----------------- | ------------- | --------- | ------------ |
| 01. | «Shotgunz In Hell (Intro)»           |                   | Tjibz         | DJ Friss  | 1:42         |
| 02. | «Can’t Hear You»                     | SickFlo           | Peter Songolo | DJ Friss  | 4:12         |
| 03. | «XXX»                                |                   | Tjibz         |           | 3:14         |
| 04. | «Piro»                               | Dopey Rotten      | Nightwatch    | DJ Nelson | 2:45         |
| 05. | «Spit In Ya Face»                    |                   | Cookin' Soul  |           | 2:41         |
| 06. | «Doomsday»                           |                   | Ezra          |           | 3:04         |
| 07. | «Die Slow»                           |                   | Bananaz       |           | 2:56         |
| 08. | «What’s Your Drug Of Choice? (Skit)» |                   | Bananaz       |           | 1:35         |
| 09. | «Don’t Sleep»                        |                   | Peter Songolo |           | 2:57         |
| 10. | «Psychopath»                         | Snak The Ripper   | Chubeats      |           | 3:05         |
| 11. | «Playa»                              |                   | Peter Songolo |           | 3:52         |
| 12. | «The Body (Skit)»                    |                   | Chubeats      |           | 1:15         |
| 13. | «Stacking»                           |                   | Peter Songolo |           | 3:12         |